# Jean Emmanuel Paul Trassagnac
Jean Emmanuel Paul Trassagnac, né le 9 avril 1872 à Cherveix-Cubas et mort le 30 mars 1944 à Azerat, est un médecin général de l'armée française. Il est connu pour son service pendant la Première Guerre mondiale et son engagement dans la Résistance française.
Arrêté à son domicile le 30 mars 1944, il est fusillé le jour même par des hommes de la division Brehmer.

## Biographie

### Jeunesse et vie privée
Né le 8 avril 1872 de l'union de Jean Joachim Trassagnac et de Marie Louise Noémie Tallet, tous deux instituteurs, Jean Emmanuel, dit Paul, est l'aîné de sa fratrie. En octobre 1892, âgé de 20 ans, il intègre l'École du Service de Santé Militaire située à Lyon.
Il obtient son diplôme de médecin à Lyon le 13 décembre 1895, puis après un stage à l'Ecole d'Application de Médecine Militaire du Val-de-Grâce soutient sa thèse la même année (Des épithéliomas de la face propagés aux os),.
Le 25 avril 1907, il se marie avec Marguerite Marie Louise Jacquot à Verdun.

### Carrière avant-guerre
La carrière militaire de Jean Trassagnac débute en France, en tant que Médecin Aide-Major de 2e classe, au sein de différents régiments d'infanterie. Il est ensuite nommé Médecin Aide-Major de 1re classe et affecté aux hôpitaux militaires de Tunisie. De retour en France métropolitaine, il est nommé successivement Médecin Major de 2e classe puis Médecin Major de 1re classe, en étant affecté au sein de différents régiments d'artillerie dans la région de Verdun.

### Première Guerre Mondiale
Durant la majeure partie du conflit, Jean Trassagnac sera affecté au 104ème Régiment d'Infanterie. C'est avec ce régiment qu'il embarquera dans les taxis parisiens, menant à la victoire de la Bataille de la Marne. Commence alors la guerre des tranchées, qui conduira le 104e Régiment d'Infanterie à la Bataille de Verdun.
Au cours de la Grande Guerre, Paul Trassagnac sera également affecté à différentes ambulances (hôpitaux militaires temporaires, souvent en tentes et proches des champs de batailles, servant de soutien au service médical régimentaire).
Blessé par éclat d'obus lors d'une attaque le 30 mai 1918, il est hospitalisé plusieurs mois avant de reprendre son service et sa mission en tant que médecin-chef de l'hôpital de Bueil jusqu'à la fin du conflit.
Nommé Médecin Divisionnaire en 1918, Paul Trassagnac recevra 2 citations au cours de la 1re Guerre Mondiale : Le 19 novembre 1914, à l'ordre de la 2e Armée : « a fait preuve du plus grand dévouement, particulièrement le 24 septembre, donnant des soins aux blessés sous une pluie de projectiles et assurant l'évacuation ».
Le 7 mai 1917, à l'ordre de son régiment « pendant sa présence au 104e RI, a assuré son service avec dévouement et compétence et a montré au feu, en maintes circonstances particulièrement lors des opérations actives de février et mars 1915, et de septembre à octobre 1915, le plus complet mépris du danger ».
Il profitera des tranchées pour faire un compte-rendu des découvertes archéologiques mises à jour par les creusements. Ces découvertes sont relayées et éditées par le Bulletin de la Société préhistorique française en 1916

### Carrière après-guerre
Nommé Médecin Principal de 2e classe en 1921, il part en Algérie en 1922, où il a en charge un service à l'hôpital Maillot d'Alger avant d'en occuper les fonctions de médecin-chef. Il est enfin affecté à Oran en 1926 où il dirige le service de santé divisionnaire. La même année il sera nommé Médecin Principal de 1re classe.
En 1931, peu avant ses 60 ans, il est nommé Médecin Général et admis à la retraite. Il retrouve sa Dordogne natale et poursuit inlassablement ses travaux de recherche archéologique, passion ancienne qui lui avait permis d’extraire son esprit des horreurs de la guerre en profitant de ses permissions loin du front pour publier des articles dans le Bulletin de la société préhistorique française,.

### Engagement au sein des FFI
En 1944, à 71 ans, le Médecin Général Trassagnac rejoint les Forces Françaises de l'Intérieur, au sein du Groupe Roger. Renseignements, hébergement de maquisards, stockage d'armes, de munitions, de matériel... seront ses principales missions pour l'Armée Secrète.
Dénoncé, puis arrêté à son domicile au Chauze, il sera fusillé le même jour vers 14h par les hommes de la division Brehmer. Son corps sera trouvé la face criblée de balles, dans la commune d'Azerat et sa maison sera pillée. Dans le village ce même jour, la division Brehmer pille et incendie des maisons, fusille, torture ou prend en otages d'autres personnes,.
Le monument aux morts d’Azerat rappelle l'assassinat du médecin général Jean Trassagnac et une stèle a été dressée sur le lieu même de son exécution.

## Décorations

Médaille d'Officier de la Légion d'Honneur.

Nommé chevalier de la Légion d'Honneur le 20 novembre 1914, il sera élevé au rang d'officier de ce même ordre le 10 juillet 1926 en qualité de Médecin Principal de 2e classe, Médecin-Chef à l’hôpital Maillot à Alger et président de la commission de la réforme,

Médaille de la Croix de Guerre 1914-1918.

Son courage, son héroïsme et la qualité des soins dispensés lui valent également l’attribution de la Croix de Guerre 1914-1918 avec palme.

## Promotion 2023 de l'ESA
La promotion 2023 de l’Ecole de Santé des Armées a été baptisée le 21 septembre 2024 du nom de Promotion Médecin-Général Jean Trassagnac. Elle s'est vue remettre son fanion par Martine Maillard, petite-nièce par alliance de Trassagnac.
La promotion a, en hommage à son parrain, créé un chant de promotion relatant les grands faits d'armes de sa vie ainsi qu’un insigne de promotion qu’elle porte sur son uniforme.
Le parrain de la promotion 2023, le Médecin Général Trassagnac a contribué par ses actions et son engagement à l’attribution de deux des trois Croix de guerre que portent le drapeau de la l'École de santé des armées dans ses plis.

### Insigne de la promotion Médecin-Général Trassagnac
Héraldique de l'insigne (N° d'homologation G5940) : 

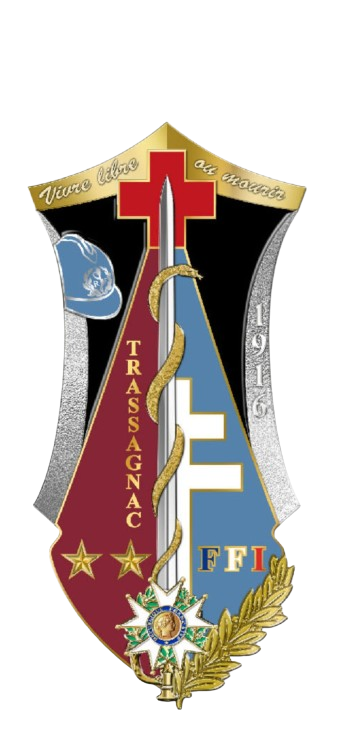
Insigne de la promotion ESA 2023.

- Targe partie de gueules et d'azur chapée de sable, timbrée en chef d'un chevron diminué du premier métal chargé de la devise « Vivre libre ou mourir » ;
- Broché en chef d'une croix de gueules ; broché à dextre et à senestre de deux lames d'argent, l'une brochée d'un casque Adrian d'azur, l'autre chargée du millésime 1916 ;
- En cœur brochant épée de médecin à la lame entourée d'une bisse d'or, à la garde chargée d'une étoile d'officier de la Légion d'honneur, le tout accompagné à dextre du nom TRASSAGNAC en lettres capitales d'or posées en pal surmontant deux étoiles du même et à senestre d'une croix de Lorraine mouvant de la lame et des lettres capitales de turquin, de candide et de gueules - FFl - posées en fasce. En pointe senestre brochant palme d'or.